# Marco Wolfinger
Marco Wolfinger (* 18. April 1989 in Vaduz) ist ein liechtensteinischer Fussballspieler.

## Karriere

### Vereine
Wolfinger begann 16-jährig bei der Unterländer Spielervereinigung Eschen-Mauren mit dem Vereinsfussball. Dem Jugendalter entwachsen rückte er in die Erste Mannschaft auf, für die er in der Gruppe 5 der 2. Liga interregional, der seinerzeit vierthöchsten Spielklasse im Schweizer Fussball, 14 Punktspiele in der Saison 2007/08 bestritt. In der Folgesaison spielte er für den FC Schaan in der seinerzeit fünfthöchsten Spielklasse, der 2. Liga, Ostschweiz, anschliessend eine Saison lang für den seinerzeit Sechstligisten FC Ruggell in der 3. Liga. Für den in Grabs im Kanton St. Gallen ansässigen Sechstligisten FC Grabs war er von 2010 bis 2012 aktiv, bevor er nach Ruggell zurückkehrte und fünf Jahre dort blieb. Seit 2017 ist er Vertragsspieler des FC Balzers, bei dem er noch bis zum 30. Juni 2023 gebunden ist.

### Nationalmannschaft
Wolfinger bestritt drei Länderspiele für die U21-Nationalmannschaft. Er debütierte am 31. Mai 2007 in Jerewan bei der 0:1-Niederlage gegen die U21-Nationalmannschaft Armeniens im ersten Spiel der EM-Qualifikationsgruppe 2. Ein weiteres in dieser Gruppe folgte am 11. September 2007 in Prag bei der 0:8-Niederlage gegen die U21-Nationalmannschaft Tschechiens. Im Sportpark Eschen-Mauren bestritt er sein drittes Länderspiel, das in Freundschaft ausgetragen, mit 0:1 gegen die U21-Nationalmannschaft Bosnien und Herzegowina verlorenen wurde.
Für die A-Nationalmannschaft debütierte er am 6. Juni 2022 in Riga bei der 0:1-Niederlage gegen die Nationalmannschaft Lettlands im Spiel der Gruppe 1, der Liga D im Wettbewerb der UEFA Nations League. Innerhalb von drei Tagen wurden auch die beiden Spiele gegen die Nationalmannschaften Andorras und Moldaus jeweils mit 0:2 verloren.

## Erfolge
- Meister 2. Liga interregional 2019 und Aufstieg in die 1. Liga (mit dem FC Balzers)
- Aufstieg in die 2. Liga, Ostschweiz 2016 (mit dem FC Ruggell)

## Sonstiges
Marco Wolfinger hat mit Fabio und Sandro zwei Brüder, die beide seit 2021 mit ihm beim FC Balzers spielen; Stefan, sein Onkel, spielte zuletzt ebenfalls für den FC Balzers, bevor er 1998 seine Spielerkarriere beendete.